# Пужень
Айсіньгьоро Пужень (кит.: 爱新觉罗 溥任) пізніше Цзінь Ючжі (кит. спр. 金友之, піньїнь: Jīn Yǒuzhī , 17 серпня 1918 — 10 квітня 2015) — єдинокровний брат останнього китайського імператора Пу І.

## Життєпис
Народився у палаці великого князя Чуня.
З приходом до влади комуністів жив у Тяньцзіні під ім'ям Цзінь Ючжи, працював учителем та бухгалтером, писав статті з історії династії Цін. Входив до представницьких органів пекінського району Січен. Захоплювався каліграфією та пейзажним живописом. Передав китайському уряду низку матеріалів з історії імператорського двору.
З часу смерті Пуцзе в 1994 став гіпотетичним спадкоємцем маньчжурського престолу.
Помер у Пекіні 10 квітня 2015.

## Сім'я
Сини:
- Цзинь Юйчжан (金毓嶂, нар. 1942), заступник директора Пекінського комітету у справах національностей; гіпотетичний спадкоємець маньчжурського трону
- Цзинь Юйцюань (金毓峑, нар. 1946), професор Пекінського технологічного університету.
- Цзинь Юйлань (金毓嵐, нар. 1948)

Дочки:
- Цзінь Юйкунь 金毓琨
- Цзінь Юйчен 金毓珵